# 안나 하르
안나 하르(Anna Harr, 2000년 4월 5일 ~ )는 미국의 텔레비전 배우, 영화배우, 배우이다.
피닉스에서 태어났다.

## 영화
- 스테이시스 (2017년)
- 레스토레이션: 저주의 시작 (2016년)
- 슬리핑 뷰티: 저주의 시작 (2016년)
- 어 뷰티풀 나우 (2015년)